# دروك

علم بوتان ويظهر عليه الدروك

الدروك (بالتبتية: འབྲུག)‏، (بالدزونكا: འབྲུག་)، هو "تنين الرعد" في الأساطير التبتية والبوتانية ورمز وطني بوتاني. يظهر دروك على علم بوتان، ممسكا بجواهر لتمثيل الثروة. في لغة دزونكا، تسمى بوتان دروك يول "أرض دروك"، ويطلق على القادة البوتانيين دروك غيالبو، "ملوك تنين الرعد". خلال الانتخابات البوتانية في عام 2007، كانت جميع الأحزاب الأربعة تسمى حزب دروك.